# Boronia virgata
Boronia virgata är en vinruteväxtart som beskrevs av P.G. Wilson. Boronia virgata ingår i släktet Boronia och familjen vinruteväxter. Inga underarter finns listade i Catalogue of Life.